# Plymouth Breeze
El Plymouth Breeze es un Sedán de cuatro puertas del Segmento D introducido en 1996 como una versión insignia de la ingeniería del Chrysler Cirrus y el Dodge Stratus lanzado a finales de 1995. Estos tres autos fueron conocidos como los autos nube debido a sus nombres con relación al cielo. Al comienzo, el Breeze estaba disponible en solo un nivel de equipamiento. Estuvo en la lista de los 10 mejores autos de la revista Car and Driver en 1997.
Fue descontinuado a comienzos del año 2000, como parte de la fase de eliminación de la división Plymouth, de Chrysler; fue el último modelo del segmento D de Plymouth. Aunque no igualo las ventas de su predecesor, el Plymouth Acclaim, el Breeze logró vender aproximadamente 230.000 unidades y la producción total fue mayor que la de su contemporáneo, el Chrysler Cirrus, que fue producido por cerca de dos años más.

## Diseño
Este automóvil uso el diseño de cabina delantera, implementado originalmente por Chrysler y su plataforma LH.
Aunque el Breeze era similar en apariencia al Cirrus y al Stratus, había dos características que los diferenciaban: Las luces traseras estriadas que incorporaban las luces de reversa y direccionales en vez de mantenerlas por separado, y una rejilla insignia de Plymouth.